# NGC 5975
NGC 5975 is een spiraalvormig sterrenstelsel in het sterrenbeeld Slang. Het hemelobject werd op 19 juni 1882 ontdekt door de Franse astronoom Édouard Jean-Marie Stephan.

## Synoniemen
- UGC 9963
- MCG 4-37-19
- ZWG 136.46
- IRAS 15377+2137
- PGC 55739